# Dilara Bağcı
Dilara Bağcı (Ankara, 2 febbraio 1994) è una pallavolista turca, libero del Karayolları.

## Carriera

### Club
La carriera di Dilara Bağcı inizia nel settore giovanile dell'İller Bankası, club che la fa esordire in Voleybol 1. Ligi nella stagione 2010-11 e dove resta per due annate. Nel 2012 viene acquistata dall'Eczacıbaşı, che la gira in prestito al Bursa BB per il campionato 2012-13, richiamandola nel campionato seguente, durante il quale, tuttavia, viene nuovamente ceduta in prestito, questa volta al Nilüfer, in Voleybol 2. Ligi.
Nella stagione 2014-15 fa ritorno all'Eczacıbaşı per due annate, nel corso delle quali si aggiudica la CEV Champions League 2014-15 e il campionato mondiale per club 2015. Nel campionato 2016-17 gioca nuovamente in prestito al Nilüfer, ma già nel campionato seguente rientra all'Eczacıbaşı, conquistando la Coppa CEV 2017-18, la Supercoppa turca 2018 e la Coppa di Turchia 2018-19.
Dopo un periodo di inattività, torna in campo nella stagione 2020-21 col Çan Gençlik Kale, neopromosso in Sultanlar Ligi, mentre nella stagione seguente indossa la maglia del Bolu, altra neopromossa in massima serie. Nell'annata 2022-23 è impegnata nella serie cadetta turca con il Karayolları, con cui centra la promozione in Sultanlar Ligi.

### Nazionale
Fa parte delle selezioni giovanili turche, vincendo la medaglia d'oro al campionato europeo under 18 2011, al campionato mondiale under 18 2011 e al campionato europeo under 19 2012, venendo premiata come miglior libero in tutti e tre i tornei e come miglior ricevitrice della rassegna iridata.
Nel 2013 fa il suo esordio in nazionale maggiore in occasione del campionato europeo, mentre con la nazionale under 23 vince la medaglia d'argento al campionato mondiale 2015.

## Palmarès

### Club
- Coppa di Turchia: 1

2018-19
- Supercoppa turca: 1

2018
- Champions League: 1

2014-15
- Coppa CEV: 1

2017-18
- Campionato mondiale per club: 1

2015

### Nazionale (competizioni minori)
- Campionato europeo under 18 2011
- Campionato mondiale under 18 2011
- Campionato europeo under 19 2012
- Campionato mondiale under 23 2015

### Premi individuali
- 2011 - Campionato europeo under 18: Miglior libero
- 2011 - Campionato mondiale under 18: Miglior ricevitrice
- 2011 - Campionato mondiale under 18: Miglior libero
- 2012 - Campionato europeo under 19: Miglior libero